# Dun Agro
Dun Agro is een Nederlands bedrijf dat vezelhennep teelt en verwerkt. Het bedrijf is gevestigd in Oude Pekela.
Het bedrijf is opgezet door akkerbouwer Albert Dun, een akkerbouwer die in 1994 vezelhennep begon te telen. In navolging van het al in Oude Pekela gevestigde HempFlax zette Dun in 2004 ook een hennepverwerkend bedrijf op. In 2008 werd verzelfstandigd. In 2009 werd door Dun 600 ha vezelhennep geteeld, terwijl ook in Denemarken nog een areaal van 100 ha werd aangeplant. In 2012 had het bedrijf 500 ha in Nederland en 300 ha in Duitsland gecontracteerd.
Het bedrijf levert, naast hennepvezel, ook veevoedersupplementen (blad en zaad), hennepstof en hennephout.